# Tempio di Ercole Vincitore

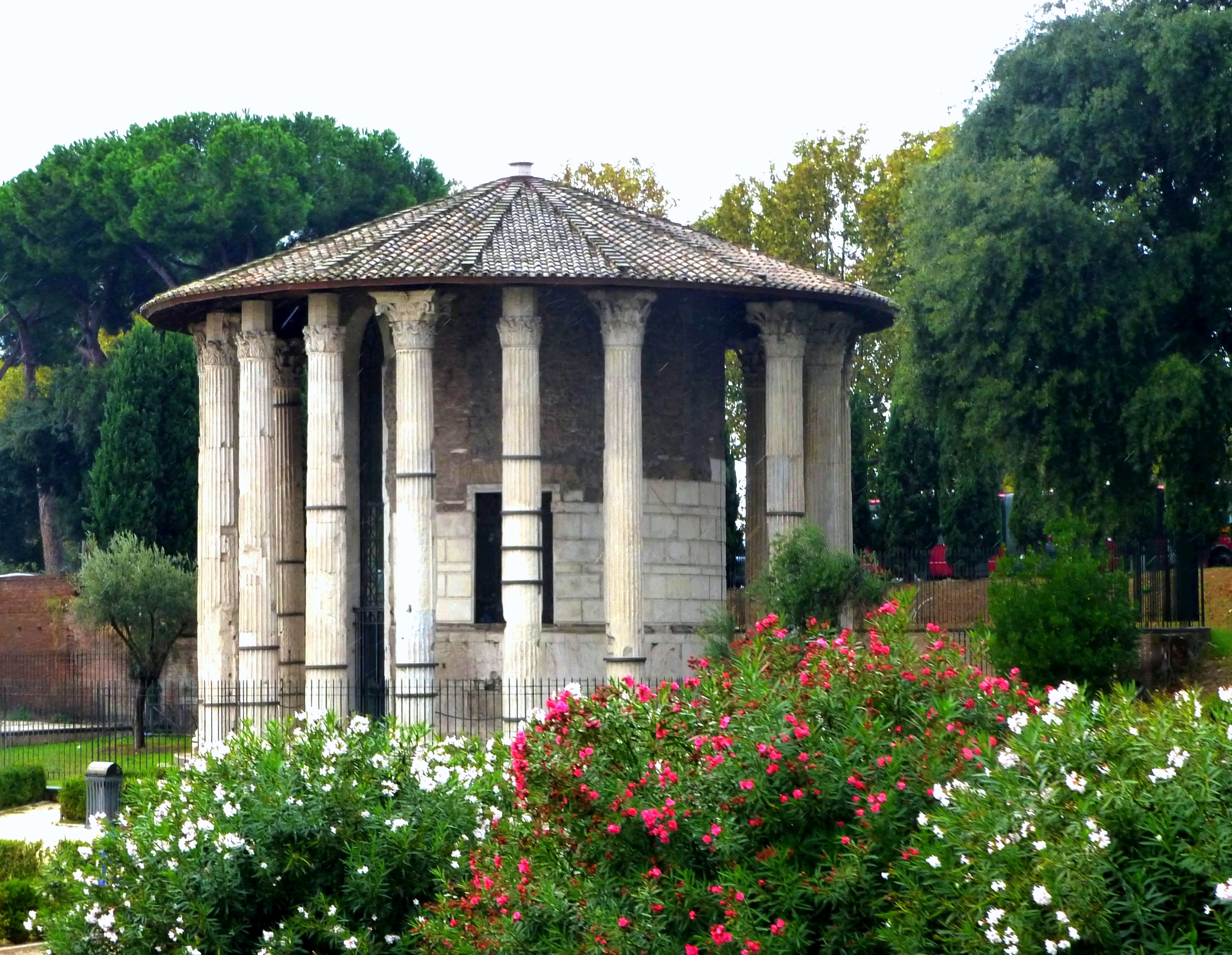
La colonna mancante; da notare anche alcuni capitelli incompleti.

Il Tempio di Ercole Vincitore o Ercole Invitto o Ercole Oleario, sorge in piazza della Bocca della Verità a Roma, poco distante dal Tempio di Portuno all'interno del foro Boario. A causa di un'attribuzione errata, nata durante il Rinascimento, il tempio è talvolta ancora indicato popolarmente come Tempio di Vesta; l'errore è dovuto alla sua forma circolare che lo rende simile al vero tempio di Vesta situato nel Foro romano. Risalendo al 120 a.C. circa, si tratta del più antico edificio di Roma di marmo conservatosi (il più antico in assoluto era il tempio di Giove Statore nel portico di Metello, del 146 a.C., andato perduto).

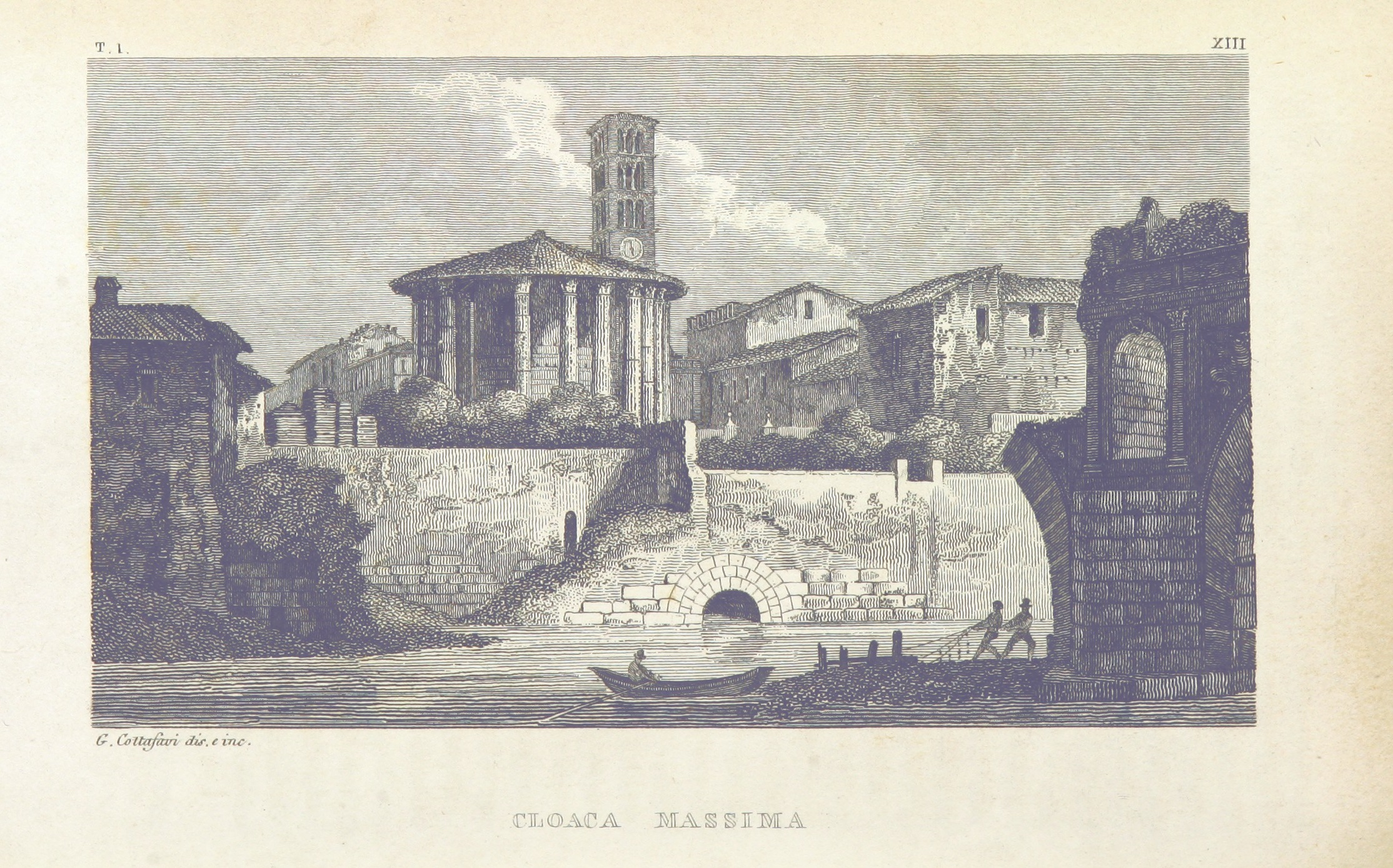
Il tempio di Ercole e la Cloaca Massima visti dal Tevere

## Storia
La struttura risale probabilmente alla fine del II secolo a.C., con significativi rifacimenti in età tiberiana.  
Un blocco, che probabilmente era la base della statua venerata all'interno della cella, riporta l'iscrizione in base alla quale si è riusciti a determinare a chi fosse dedicato il tempio (Hercules Olivarius), oltre che il nome dello scultore della statua, il greco Skopas minore, vissuto nel II secolo a.C. e autore di altre opere nella zona del Circo Flaminio. L'architetto potrebbe essere stato il greco Ermodoro di Salamina, autore anche del tempio di Giove Statore e di altre opere a Roma. Le fonti antiche parlano di un tempio di Hercules Victor fuori dalla Porta Trigemina e parlano della sua costruzione, risalente al 120 a.C. circa. Fu commissionata da un ricco mercante tiburtino, Marco Ottavio Erennio (Marcus Octavius Herennius), che la dedicò ad Ercole protettore degli oleari, corporazione a cui il mercante apparteneva. Ercole era inoltre il protettore dei commerci e della transumanza delle greggi: la sua locazione nel Foro Boario non è, di conseguenza, per nulla casuale.
Il tempio conferma il potere economico dei mercanti romani nel II secolo a.C., capaci ormai di erigere opere progettate da artisti greci con il prezioso marmo pentelico. Esso va messo in relazione con la coeva "Agorà degli Italiani" di Delos, dove aveva luogo il redditizio mercato degli schiavi, fatta costruire a spese dei Romani e degli Italici che commerciavano nell'Egeo. L'edificio quindi rappresentava la potenza del ceto equestre e si trovava vicino a un altro Tempio di Ercole Invitto (distrutto nel XV secolo), del quale riprendeva le forme e la divinità, eretto invece dalla nobilitas romana.
Il tempio di Ercole Vittore fu successivamente restaurato sotto l'imperatore Tiberio (verosimilmente dopo l'inondazione del 15) e deve la sua conservazione, come molti altri monumenti romani, al fatto di essere stato trasformato in chiesa nel medioevo: venne infatti consacrato nel 1132 e dedicato a Santo Stefano delle Carrozze, per poi essere trasformato nel XVII secolo nella chiesa di Santa Maria del Sole, perché poco distante dalla chiesa, sui margini del Tevere, fu ritrovata un'immagine della Madonna da cui partiva un raggio di sole.
Questo tempio e il tempio di Vesta di Tivoli ispirarono inoltre le chiese a pianta circolare del Rinascimento.
L'edificio venne ufficialmente riconosciuto come monumento antico nel 1935.

## Architettura

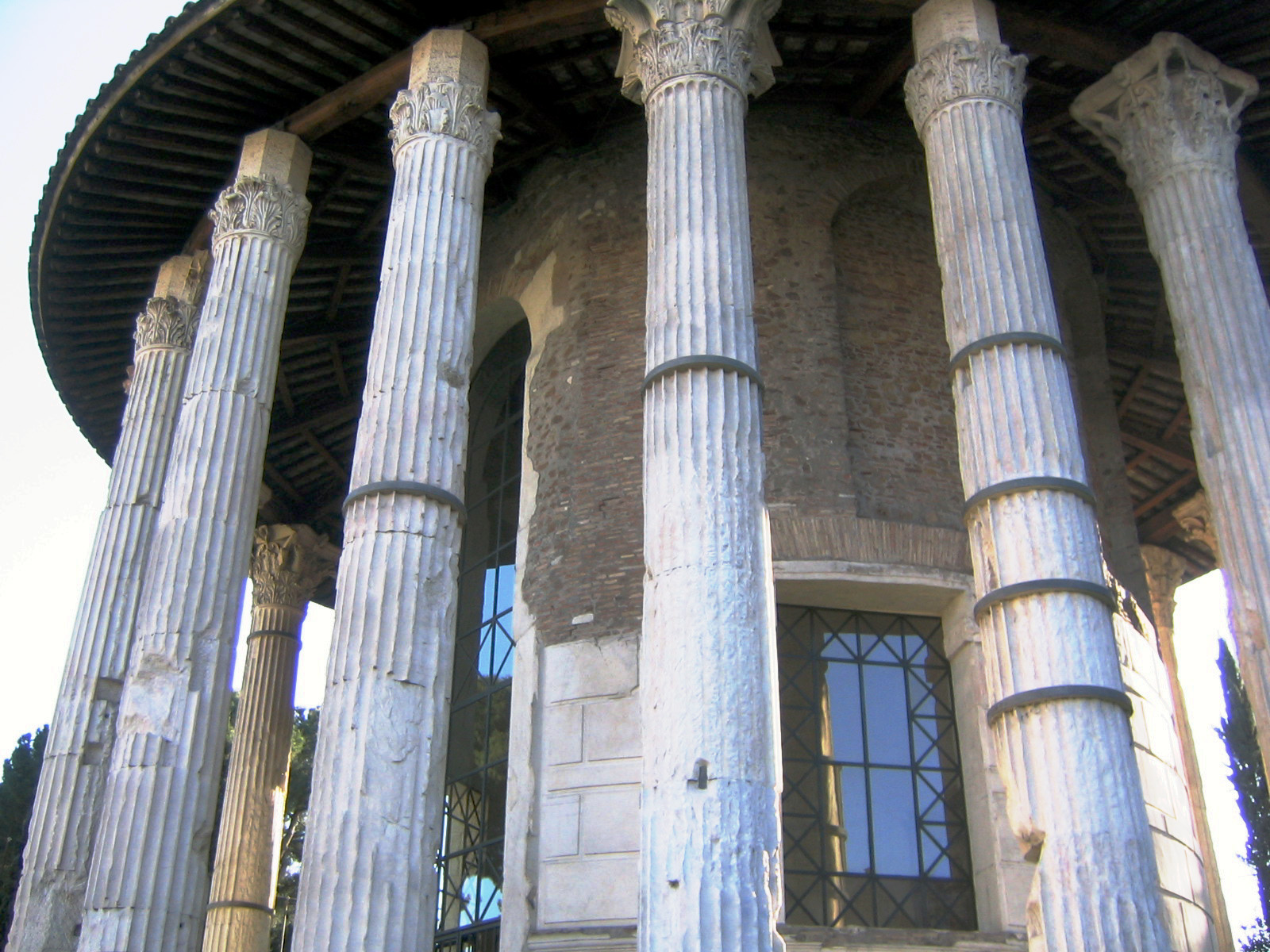
Dettaglio: colonne

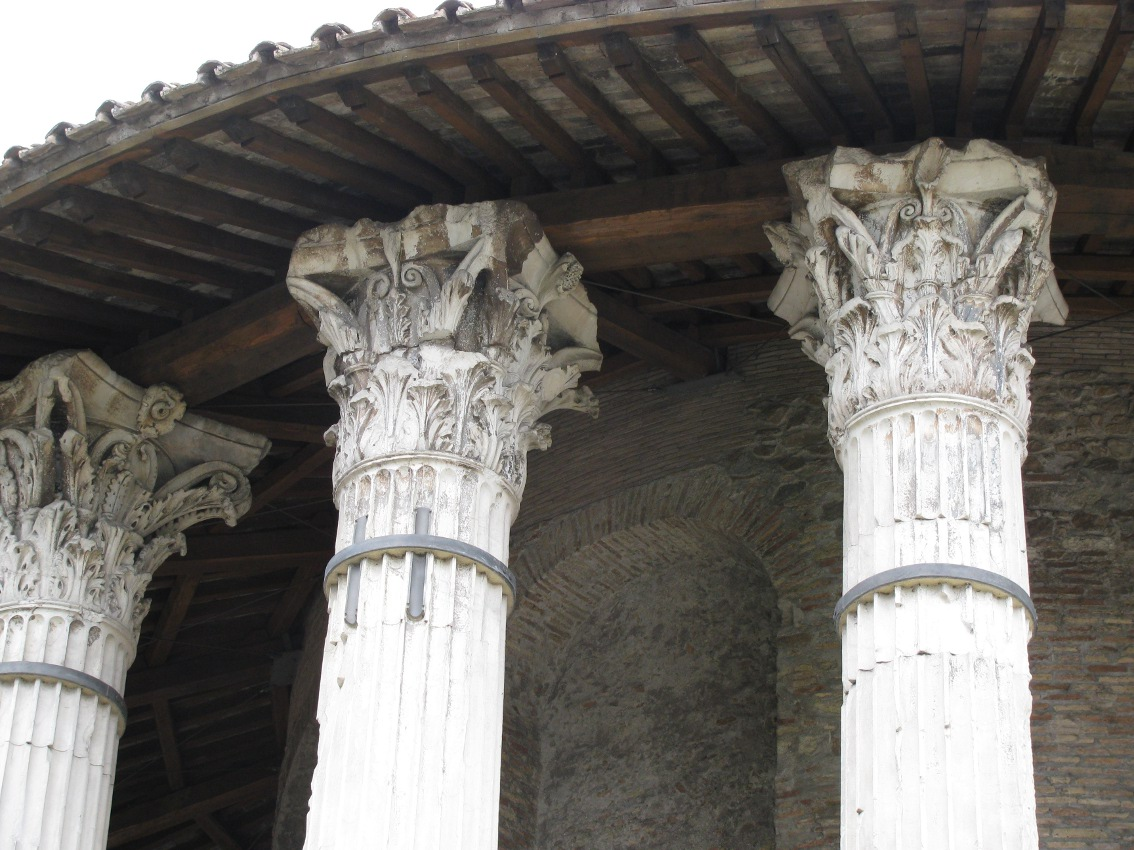
Dettaglio: capitelli

La struttura del tempio imitava quella del perduto Tempio di Ercole Invitto, eretto da Scipione Emiliano nel 142 a.C. presso l'ara Massima e distrutto nel XV secolo (ne restano alcuni disegni e piante di Baldassarre Peruzzi e altri). Tutta la struttura presenta una chiara derivazione da modelli greci (coi gradini al posto del podio e la struttura in marmo), sia nell'architettura che nelle decorazioni, ispirati a modelli del IV secolo a.C., come le tholoi dei grandi santuari greci, con il filtro però del tardo ellenismo. È una tipica opera di artisti neoattici che nel II secolo a.C. operavano a Roma (in opere come l'Ara di Domizio Enobarbo o l'acrolito capitolino di Giunone Regina).
Il tempio è a tholos, di forma circolare, ed è costruito in marmo. La sua pianta ha un diametro di 14.8 metri. Il marmo originario usato per l'opera è greco, pentelico.
Si erge su una fondazione ad anelli di blocchi di cappellaccio a loro volta su una piattaforma in blocchi di tufo di Grotta Oscura, che inglobano lo sbocco della Cloaca Maxima. La base presenta un crepidoma (base a gradini), priva quindi del podio di matrice italica.
La cella cilindrica, aperta verso est, è decorata con un alto zoccolo, fini ortostrati e la parte superiore a imitazione della muratura isodoma. Nel pavimento della cella si apre una favissa, un pozzo profondo a forma di tholos. La parte centrale è circondata da venti colonne scanalate alte 10.6 metri con basi attiche e capitelli corinzi; undici colonne e nove capitelli risalgono al restauro di epoca tiberiana e sono riconoscibili perché in marmo apuano di Luni. Alcuni capitelli hanno perso la parte superiore.
La trabeazione ora non è più esistente (tranne qualche resto della cornice), né rimane il soffitto della peristasi, che presentava i cassettoni. La cella era coperta da tetto conico ribassato che richiama il modello delle tholoi greche. Della copertura originaria rimangono unicamente alcune lastre di marmo. Il tetto presente oggi sull'edificio è un rifacimento del '96.
In pianta l'edificio rispetta il canone di Vitruvio, mentre in alzato sono state prese alcune licenze non canoniche, riscontrabili anche nei particolari architettonici e che rivelano l'impiego di maestranze locali.
Al suo interno presenta un polittico ad affresco risalente al 1475 con le raffigurazioni di Cristo e nove Santi. Nello stesso anno vennero eseguite delle riparazioni all'edificio e venne installata, sul pavimento, una targa commemorativa per volere di Sisto IV.

## I restauri

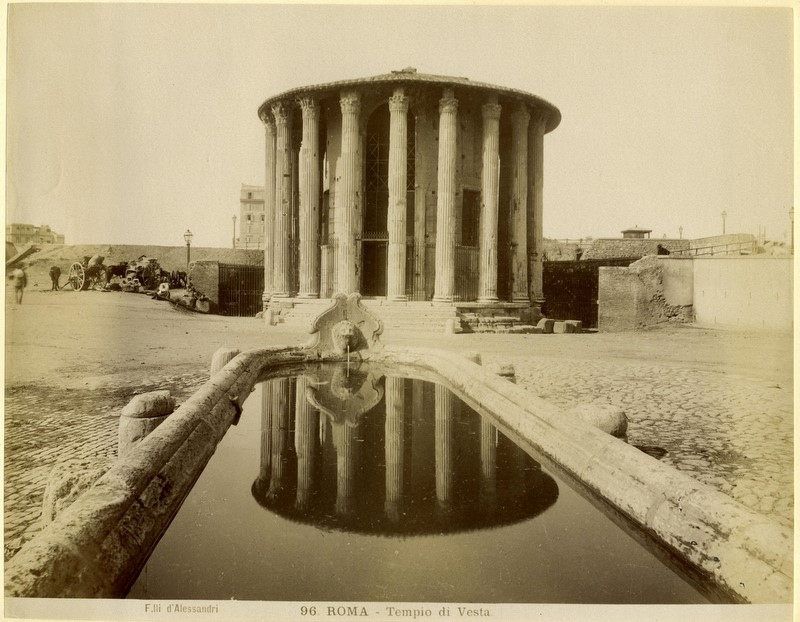
Il tempio in una foto di fine XIX sec.

Mappa del tempio

Il tempio si mantenne in condizioni abbastanza buone fino al XIX secolo grazie alla sua conversione in chiesa. La liberazione del tempio dalla sua nuova funzione ed i successivi restauri furono operati da Giuseppe Valadier durante gli anni di governo francese (1809/14) che videro la cacciata di papa Pio VII.
Valadier pensò di liberare il tempio dalla chiesa riportandolo alla sua condizione originaria. I resti autentici della costruzione antica erano allora la cella e 19 colonne. Della ventesima colonna rimaneva la sola base mentre altre quattro colonne avevano i capitelli privi della parte superiore. Valadier racconta negli scritti dell'epoca che avrebbe voluto ricostruire il tempio nella sua forma antica ma non c'erano frammenti della trabeazione mancante (l'attitudine era di ricostruire perciò solo ciò di cui si aveva certezze), che poi si scoprirà mancare sin dalle origini, né, per motivi economici, si poté attuare l'onerosa ricostruzione della colonna mancante.
L'operazione di Valadier si limitò dunque a riportare per quanto possibile il tempio alla condizione antica. Fu abbattuto il muro che tamponava il perimetro, fu realizzata una cancellata per proteggere il tempio da vandalismi ed ingressi indesiderati. La parte superiore della cella, distrutta e ricostruita in laterizio durante la conversione in Chiesa, fu lasciata invariata. Il tetto fu restaurato.  Inoltre i capitelli, che mancavano della loro parte superiore, furono reintegrati con semplici forme prismatiche.
Da ultimo il tempio è stato restaurato nel 1996, quando si è optato per il rifacimento completo di uno dei capitelli parzialmente distrutti e sostituiti da Valadier..